# Persone di nome Egidio
| Questa pagina contiene informazioni ricavate automaticamente dalle voci biografiche con l'ausilio del template Bio e di un bot. L'aggiornamento è periodico e automatico e ricostruisce completamente la pagina. Se manca una persona in questa lista, sei pregato di non aggiungerla, ma accertati piuttosto che la sua voce biografica contenga il template Bio e che i dati anagrafici siano correttamente compilati. Se il template Bio manca, inseriscilo tu stesso o, in alternativa, metti l'avviso {{tmp\|Bio}} che ne segnala la mancanza. Se i dati riportati sono sbagliati, correggi direttamente la voce biografica; le modifiche saranno visibili in questa lista entro pochi giorni. Per chiarimenti vedi il progetto antroponimi. La lista contiene solo le 117 persone che sono citate nell'enciclopedia e per le quali è stato implementato correttamente il template Bio. Pagina aggiornata al 6 ago 2025. |

Questa è una lista di persone presenti nell'enciclopedia che hanno il nome Egidio, suddivise per attività principale.

## Abati(1)
- Egidio Sernicoli, abate italiano (Matelica, n. 1525 - Montescaglioso, † 1590)

## Agronomi(1)
- Egidio Rebonato, agronomo italiano (Nogara)

## Allenatori di calcio(5)
- Egidio Chiecchi, allenatore di calcio e calciatore italiano (Montorio Veronese, n. 1899 - Verona, † 1986)
- Egidio Ingrosso, allenatore di calcio e ex calciatore italiano (Lecce, n. 1971)
- Egidio Notaristefano, allenatore di calcio e ex calciatore italiano (Milano, n. 1966)
- Egidio Pirozzi, allenatore di calcio e ex calciatore italiano (Eboli, n. 1964)
- Egidio Salvi, allenatore di calcio e ex calciatore italiano (Brescia, n. 1945)

## Ammiragli(1)
- Egidio Cioppa, ammiraglio italiano (n. 1910 - † 1995)

## Antropologi(1)
- Egidio Ebasko, antropologo, attore teatrale e regista teatrale italiano (Salvador, n. 1897)

## Arbitri di calcio(1)
- Egidio Ballerini, ex arbitro di calcio italiano (Podenzana, n. 1946)

## Arcivescovi cattolici(3)
- Egidio Lari, arcivescovo cattolico italiano (Buggiano, n. 1882 - Montecatini Terme, † 1965)
- Egidio Negrin, arcivescovo cattolico italiano (Santa Maria di Camisano Vicentino, n. 1907 - Treviso, † 1958)
- Egidio Romano, arcivescovo cattolico, teologo e filosofo italiano (Roma - Avignone, † 1316)

## Attori(1)
- Egidio Termine, attore, regista e sceneggiatore italiano (Palermo, n. 1954)

## Avvocati(1)
- Egidio Reale, avvocato, antifascista e diplomatico italiano (Lecce, n. 1888 - Locarno, † 1958)

## Calciatori(23)
- Egidio Anceschi, calciatore italiano (Reggio nell'Emilia, n. 1897 - Reggio nell'Emilia, † 1967)
- Egidio Arévalo, ex calciatore uruguaiano (Paysandú, n. 1982)
- Egidio Arioni, calciatore italiano (Montevideo, n. 1893)
- Egidio Calloni, ex calciatore italiano (Busto Arsizio, n. 1952)
- Egidio Capra, calciatore e allenatore di calcio italiano (Lodi, n. 1914 - Lodi, † 1958)
- Egidio Casazza, calciatore italiano
- Egidio Cattaneo, calciatore italiano (Rho, n. 1927 - Milano, † 1983)
- Egidio Crippa, calciatore italiano (Mariano Comense, n. 1913 - Lecco, † 1996)
- Egidio De Franceschi, calciatore italiano (Pola, n. 1904)
- Egidio Di Costanzo, calciatore e allenatore di calcio italiano (Napoli, n. 1922 - Napoli, † 2009)
- Egidio Fontana, calciatore italiano (Milano, n. 1895)
- Egidio Fumagalli, calciatore italiano (Monza, n. 1937 - Frosinone, † 2015)
- Egidio Ghersetich, ex calciatore italiano (Trieste, n. 1937)
- Egidio Guarnacci, ex calciatore italiano (Roma, n. 1934)
- Egidio Lorenzi, calciatore italiano (Sesto San Giovanni, n. 1926)
- Egidio Martinović, calciatore e allenatore di calcio italiano (Pola, n. 1907 - Pola, † 1993)
- Egidio Micheloni, calciatore italiano (San Martino Buon Albergo, n. 1913 - † 1992)
- Egidio Morbello, ex calciatore italiano (Balzola, n. 1936)
- Egidio Rovelli, calciatore italiano (Milano, n. 1894 - Monte Valbella, † 1918)
- Egidio Scansetti, calciatore italiano (Vercelli, n. 1909 - Vercelli, † 2004)
- Egidio Turchi, calciatore e allenatore di calcio italiano (Pistoia, n. 1913 - Pistoia, † 1954)
- Egidio Umer, calciatore italiano (Trieste, n. 1912 - Trieste, † 1992)
- Egidio Zanvettor, calciatore italiano (Conegliano Veneto, n. 1913 - Rostov sul Don, † 1943)

## Cardinali(4)
- Egidio Albornoz, cardinale, generale e politico spagnolo (Carrascosa del Campo, n. 1310 - Viterbo, † 1367)
- Egidio di Anagni, cardinale italiano (Anagni)
- Egidio Mauri, cardinale e arcivescovo cattolico italiano (Montefiascone, n. 1828 - Ferrara, † 1896)
- Egidio Vagnozzi, cardinale e arcivescovo cattolico italiano (Roma, n. 1906 - Città del Vaticano, † 1980)

## Cestisti(2)
- Gigi Marsico, cestista e allenatore di pallacanestro italiano (Venezia, n. 1920 - Venezia, † 2002)
- Egidio Premiani, cestista italiano (Trieste, n. 1908 - Trieste, † 2002)

## Ciclisti su strada(3)
- Egidio Feruglio, ciclista su strada italiano (Feletto Umberto di Tavagnacco, n. 1921 - Udine, † 1981)
- Egidio Marangoni, ciclista su strada italiano (Martinengo, n. 1919 - Bergamo, † 2009)
- Egidio Picchiottino, ciclista su strada italiano (Rocca Canavese, n. 1903 - Rocca Canavese, † 1981)

## Circensi(1)
- Egidio Palmiri, circense italiano (Vado Ligure, n. 1923 - Verona, † 2020)

## Compositori(1)
- Egidio Romualdo Duni, compositore italiano (Matera, n. 1708 - Parigi, † 1775)

## Corsari(1)
- Egidio Boccanegra, corsaro italiano (Genova - Siviglia, † 1367)

## Critici d'arte(1)
- Egidio Martini, critico d'arte e pittore italiano (Venezia, n. 1919 - Venezia, † 2011)

## Designer(1)
- Egidio Bonfante, designer italiano (Treviso, n. 1922 - Milano, † 2004)

## Diplomatici(1)
- Egidio Ortona, diplomatico italiano (Casale Monferrato, n. 1910 - Roma, † 1996)

## Direttori d'orchestra(1)
- Egidio Storaci, direttore d'orchestra e compositore italiano (Napoli, n. 1884 - Torino, † 1957)

## Economisti(1)
- Egidio Ianella, economista argentino (n. 1922 - Buenos Aires, † 2000)

## Esploratori(1)
- Egidio Feruglio, esploratore, naturalista e geologo italiano (Feletto Umberto, n. 1897 - Udine, † 1954)

## Filologi(1)
- Egidio Gorra, filologo e critico letterario italiano (Casalbarbato di Fontanellato, n. 1861 - Pavia, † 1918)

## Francescani(1)
- Egidio d'Assisi, francescano italiano (Assisi - Perugia, † 1262)

## Fumettisti(1)
- Egidio Gherlizza, fumettista, disegnatore e drammaturgo italiano (Trieste, n. 1909 - Milano, † 1995)

## Generali(1)
- Egidio Osio, generale italiano (Milano, n. 1840 - Milano, † 1902)

## Giornalisti(1)
- Egidio Sterpa, giornalista e politico italiano (Vejano, n. 1926 - Milano, † 2010)

## Giuristi(2)
- Egidio Bossi, giurista italiano (Milano, n. 1488 - † 1546)
- Egidio Foscherari, giurista italiano (n. 1219 - † 1289)

## Glottologi(1)
- Egidio Conti, glottologo italiano (Acqualagna, n. 1858 - Acqualagna, † 1922)

## Imprenditori(3)
- Egidio Brugola, imprenditore e inventore italiano (Lissone, n. 1901 - Lissone, † 1959)
- Egidio Galbani, imprenditore italiano (Ballabio Inferiore, n. 1858 - Ballabio Inferiore, † 1950)
- Egidio Musollino, imprenditore e dirigente sportivo italiano (Napoli, † 1951)

## Ingegneri(2)
- Egidio Boccuzzi, ingegnere italiano (Ruvo di Puglia, n. 1866 - Ruvo di Puglia, † 1934)
- Egidio Dabbeni, ingegnere e architetto italiano (Fiumicello, n. 1873 - Brescia, † 1964)

## Medici(1)
- Egidio Meneghetti, medico e farmacologo italiano (Verona, n. 1892 - Padova, † 1961)

## Militari(4)
- Egidio Colonna, militare e patriarca cattolico italiano (Roma, n. 1606 - Roma, † 1686)
- Egidio Aldo Fantina, militare italiano (Paderno del Grappa, n. 1915 - Monte Golico, † 1941)
- Egidio Grego, militare e aviatore italiano (Orsera, n. 1894 - Jesolo, † 1917)
- Egidio Nardi, ufficiale italiano (Modena, n. 1894 - Civitanova Marche, † 1981)

## Monaci cristiani(1)
- Egidio di Casaio, monaco cristiano e abate spagnolo (El Bierzo - Casaio)

## Nobili(1)
- Egidio Colonna di Sciarra, III principe di Carbognano, nobile italiano (Roma, n. 1631 - Roma, † 1686)

## Operai(2)
- Egidio Bullesi, operaio e marinaio italiano (Pola, n. 1905 - Pola, † 1929)
- Egidio Renzi, operaio, partigiano e antifascista italiano (San Giovanni in Marignano, n. 1900 - Roma, † 1944)

## Parolieri(1)
- Gigi Pisano, paroliere, comico e attore italiano (Napoli, n. 1889 - Napoli, † 1973)

## Partigiani(1)
- Egidio Sulotto, partigiano, politico e sindacalista italiano (Torino, n. 1908 - Torino, † 1999)

## Pittori(3)
- Egidio Dall'Oglio, pittore italiano (Cison, n. 1705 - Cison, † 1784)
- Egidio De Maulo, pittore italiano (Giulianova, n. 1840 - Roma, † 1922)
- Egidio Oliveri, pittore italiano (Genova, n. 1911 - Genova, † 1998)

## Politici(12)
- Egidio Alagna, politico e magistrato italiano (Marsala, n. 1935 - Palermo, † 2022)
- Egidio Ariosto, politico italiano (Casto, n. 1911 - Roma, † 1998)
- Egidio Banti, politico italiano (La Spezia, n. 1950)
- Egidio Carenini, politico italiano (Milano, n. 1927 - Milano, † 2008)
- Egidio Chiarini, politico italiano (Mazzano, n. 1917 - † 2000)
- Egidio Digilio, politico italiano (Accettura, n. 1956)
- Egidio Fazio, politico e partigiano italiano (Garessio, n. 1872 - Garessio, † 1957)
- Egidio Ferrara, politico italiano (Napoli, n. 1891 - Fondi, † 1948)
- Egidio Gennari, politico italiano (Albano Laziale, n. 1876 - Gor'kij, † 1942)
- Egidio Pedrini, politico italiano (Zeri, n. 1944 - Roma, † 2023)
- Egidio Ponzo, politico italiano (Latronico, n. 1946)
- Egidio Tosato, politico e giurista italiano (Vicenza, n. 1902 - Roma, † 1984)

## Presbiteri(3)
- Egidio Forcellini, presbitero, latinista e lessicografo italiano (Campo, n. 1688 - Padova, † 1768)
- Egidio Raimondo Maccanti, presbitero italiano (Carmignano, n. 1876 - Vauxcéré, † 1918)
- Egidio Viganò, presbitero italiano (Sondrio, n. 1920 - Roma, † 1995)

## Registi(2)
- Egidio Eronico, regista italiano (Roma, n. 1955)
- Egidio Romio, regista televisivo e direttore artistico italiano (Milano, n. 1957)

## Religiosi(4)
- Egidio Caspani, religioso italiano (Desio, n. 1891 - Buffalo, † 1962)
- Egidio Maria da Taranto, religioso italiano (Taranto, n. 1729 - Napoli, † 1812)
- Egidio da Sansepolcro, religioso italiano
- Egidio da Laurenzana, religioso italiano (Laurenzana - Laurenzana, † 1518)

## Scenografi(1)
- Egidio Spugnini, scenografo, incisore e designer italiano (Urbania, n. 1945 - Urbania, † 2024)

## Scultori(4)
- Egidio Boninsegna, scultore, medaglista e pittore italiano (Milano, n. 1869 - Milano, † 1958)
- Egidio Giaroli, scultore italiano (Reggio Emilia, n. 1912 - Roma, † 2000)
- Egidio Girelli, scultore italiano (Sommacampagna, n. 1878 - Verona, † 1972)
- Egidio Pozzi, scultore italiano (Milano)

## Teologi(2)
- Egidio da Vouzela, teologo portoghese (Vouzela - Santarém, † 1265)
- Egidio Foscarari, teologo e vescovo cattolico italiano (Bologna, n. 1512 - Roma, † 1564)

## Umanisti(1)
- Egidio da Viterbo, umanista, filosofo e cardinale italiano (Viterbo, n. 1469 - Roma, † 1532)

## Vescovi cattolici(5)
- Egidio Bisol, vescovo cattolico italiano (Bassano del Grappa, n. 1947)
- Egidio Caporello, vescovo cattolico italiano (Padova, n. 1931 - Mantova, † 2022)
- Egidio Falcetta, vescovo cattolico italiano (Cingoli - Bertinoro, † 1564)
- Egidio Luigi Lanzo, vescovo cattolico italiano (Caraglio, n. 1885 - Saluzzo, † 1973)
- Egidio Miragoli, vescovo cattolico italiano (Pandino, n. 1955)